# Якушкино (Татарстан)
Якушкино (чув. Якаел) — чувашское село в Нурлатском районе Республики Татарстан, входит в Якушкинское сельское поселение
Расположено на реке Аксумлинка, в 16 км к северо-западу от города Нурлат.
На 2010 год — 549 жителей (чуваши).

## История
Исторические названия: Салдакаево, Быково (чув. Салтак ел, чув. Вăкăр ел).
До 1860-х годов жители относились к категории государственных крестьян. Занимались земледелием, разведением скота. В начале XX века в селе Якушкино функционировали земская школа (открыта в 1896 году), 2 крупообдирки, маслобойня, 2 мелочные лавки. В этот период земельный надел сельской общины составлял 2538 десятин.
В конце XVIII века некрещёные чуваши составляли 52% населения, в конце XIX века — 38%, в начале XXI века — несколько семей. В конце XIX века некоторые чувашские семьи перешли в ислам. В языке и традиционной культуре наблюдаются общие для закамских чувашей черты (среднечеремшанский вариант): в обрядовом календаре сурхури, çăварни, мункун (калăм кун), сĕрен, çимĕк, учук, уяв, кĕр сăри. В XX веке сохранялись элементы «языческого» комплекса: юпа и юпа юрри, чÿклеме, карташ пăтти, учук, çумăр чукĕ, чăваш мункунĕ (отмечают в среду на предпасхальной неделе).
В Якушкино также находилась главная и древняя Кереметь всех чувашей Нурлатского района исповедующих традиционную религию «Чăн чăваш Тĕни». Под термином «Якушкинский куст Нурлатского района» понимаются деревни Ерепкино, Аксумла, Якушкино, Абрыскино, Салдакаево, Илюткино, Егоркино, Осиновка и Березовка расположенные цепочкой по направлению к реке Черемшан.
До 1920 года село входило в Егоркинскую волость Чистопольского уезда Казанской губернии. С 1920 года в составе Чистопольского кантона Татарской АССР. С 10 августа 1930 года в Октябрьском (с 10 декабря 1997 года — Нурлатский) районе.

## Название
По местным легендам жителей "Якушкинского куста", в эти края прибыли три беглых солдата, все они считали себя выходцами племени чув. Вăкăр они же сейчас в истории как Огуры - что на их языке переводится как Бык или Вол. По этому первоначальное название поселения было Быково чув. Вăкăр ел - буквально Вăкăр - Бык, Вол, а второе значение Ел - страна, поселение, дословно Огурское поселение. Так же 2 других солдата дали начало поселениям Аксумла и Салдакаево.

## Число жителей
в 1859 году — 649
в 1897 году — 997
в 1908 году — 1071
в 1920 году — 1313
в 1926 году — 1059
в 1938 году — 1345
в 1949 году — 1031
в 1958 году — 874
в 1970 году — 860
в 1979 году — 706
в 1989 году — 549
в 2002 году — 561 человек.